# Ipomoea ugborea
Ipomoea ugborea är en vindeväxtart som beskrevs av K.O. Ogunwenmo. Ipomoea ugborea ingår i släktet praktvindor, och familjen vindeväxter. Inga underarter finns listade i Catalogue of Life.